# Stołpie (województwo lubelskie)
Stołpie – wieś w Polsce położona w województwie lubelskim, w powiecie chełmskim, w gminie Chełm. 
W 1827 roku w Stołpiu (alternatywna nazwa miejscowości używana w XIX wieku to Stołb) znajdowały się 43 domy; w tym okresie wieś liczyła 196 mieszkańców. W latach 1867–1870 miejscowość była siedzibą gminy Stołpie. W latach 1975–1998 miejscowość administracyjnie należała do województwa chełmskiego. 
Wieś jest sołectwem w gminie Chełm. Według Narodowego Spisu Powszechnego (III 2011 r.) liczyła 170 mieszkańców i była 29. co do wielkości miejscowością gminy Chełm.
W miejscowości znajdują się ruiny czworobocznej kamiennej wieży powstałej w średniowieczu w kręgu kultury rusko-bizantyjskiej; w latach 2003–2005 była ona przedmiotem kompleksowych badań naukowych.
Wierni Kościoła rzymskokatolickiego należą do parafii Chrystusa Pana Zbawiciela w Podgórzu.